# Plagoa
Plagoa är ett släkte av fjärilar. Plagoa ingår i familjen mott.
Kladogram enligt Catalogue of Life:
| Plagoa | \| \| Plagoa cerostomella \| \| \| \| \| \| Plagoa zambeziella \| \| \| \| |
|        | \| \| Plagoa cerostomella \| \| \| \| \| \| Plagoa zambeziella \| \| \| \| |
|        | Plagoa cerostomella                                                        |
|        |                                                                            |
|        | Plagoa zambeziella                                                         |
|        |                                                                            |